# Carlos Nicola
Carlos Daniel Nicola Jaumandreu (ur. 3 stycznia 1973 w Montevideo) – urugwajski piłkarz występujący na pozycji bramkarza.

## Kariera klubowa
Nicola zawodową karierę rozpoczynał w 1995 roku w zespole Club Nacional. Jego barwy reprezentował przez 3 sezony. W tym czasie zdobył z nim 2 mistrzostwa fazy Clausura (1995, 1996) oraz mistrzostwo fazy Apertura (1997). W 1997 roku odszedł do argentyńskiego San Lorenzo. Przez rok w jego barwach rozegrał 1 spotkanie. W 1999 roku wrócił do Club Nacional. W tym samym roku zdobył z nim mistrzostwo Apertura.
W 2000 roku Nicola podpisał kontrakt z brazylijskim Athletico Paranaense. Spędził tam jeden sezon, w ciągu którego zagrał tam w jednym meczu. W 2001 roku odszedł do kolumbijskiego Independiente Medellín. W tym samym roku wywalczył z nim wicemistrzostwo Kolumbii.
W 2002 roku wrócił do Urugwaju, gdzie został graczem klubu Deportivo Maldonado. Spędził tam 3 sezony. Następnie grał w zespołach Bella Vista oraz Liverpool Montevideo, gdzie w 2007 roku zakończył karierę.

## Kariera reprezentacyjna
W reprezentacji Urugwaju Nicola zadebiutował w 1996 roku. W 1997 roku został powołany do kadry na Puchar Konfederacji. Zagrał na nim tylko w meczu z RPA (4:3). Tamten turniej Urugwaj zakończył na 4. miejscu.
W latach 1996–1997 w drużynie narodowej Nicola rozegrał w sumie 4 spotkania.